# Willie Wallace
William "Willie" Semple Brown Wallace (nascut el 23 de juny de 1940) és un exjugador i entrenador de futbol escocès. Va guanyar la Copa d'Europa amb el Celtic el 1967, a més de diversos honors nacionals. Els seus altres clubs van ser l'Stenhousemuir, el Raith Rovers, el Heart of Midlothian i el Dumbarton a les lligues escoceses, i el Crystal Palace al futbol anglès.
Wallace va jugar set vegades amb Escòcia i va ser inclòs al Saló de la Fama nacional el 2017 pels seus èxits al club.

## Carrera de club

### Inici de la carrera professional
Va començar la seva carrera com a jugador sènior amb Stenhousemuir quan era adolescent el 1958 (havent jugat al costat de Jim Storrie al Kilsyth Rangers),  i es va traslladar al Raith Rovers un any més tard. Va ser a Kirkcaldy on "Wispy", com es sobrenomenava Wallace, va desenvolupar la seva reputació com a caçador de gols de primera classe, i les seves habilitats van ser recompensades amb el seu primer partit amb la Lliga escocesa.

### Hearts
La forma de Wallace va atreure l'atenció de clubs més grans, i el Heart of Midlothian va acabar gastant 15.000 lliures per portar-lo a Edimburg l'abril de 1961. L'augment de la pressió per l'èxit a Tynecastle va reduir inicialment les seves gestes golejadores, ja que s'esperava que substituís ni més ni menys que Alex Young, la "Visió Daurada", a qui el Hearts havia venut a l'Everton un parell de mesos abans. Tanmateix, a la temporada 1962-63, Wallace ja estava completament adaptat a les tàctiques de l'entrenador Tommy Walker, i es convertiria en el màxim golejador dels Hearts durant les quatre temporades següents, fins a la 1965-66. D'aquesta manera, va ajudar el Hearts a guanyar la Copa de la Lliga Escocesa el 1962 i a estar a punt de guanyar el títol de la Lliga Escocesa de Futbol de la temporada 1964-65, alhora que va obtenir el ple reconeixement internacional per a Escòcia.
El 1966, però, la seva forma va caure en picat i va deixar de marcar gols i, entre rumors que havia estat "fitxat" per un altre club, la seva marxa del Tynecastle era molt esperada. La sorpresa va ser que la seva destinació no eren els favorits de la infància, els Rangers, sinó el seu enemic , el Celtic, pel qual Jock Stein va pagar 30.000 lliures per assegurar-se els seus serveis. Va jugar un total de 248 partits amb el Hearts en totes les competicions, marcant 131 gols.

### Celtic
Sis mesos després d'unir-se al Celtic, Wallace va aconseguir la immortalitat del futbol escocès, com a un dels " Lisboa Lions ", el famós equip que va guanyar la Copa d'Europa el 1967. Va jugar com a titular la final de la Copa d'Europa de 1967, que el Celtic va guanyar contra l'Inter de Milà per 2 a 1 a l'Estádio Nacional de Lisboa.
Més tard va formar part de l'equip que va arribar a la final de la Copa d'Europa de 1970, però va ser derrotat per 2-1 pel Feyenoord. També va guanyar el campionat de lliga en cadascuna de les cinc temporades que va estar al club de Glasgow, a més de la Copa d'Escòcia el 1967, 1969 i 1971 i la Copa de la Lliga el 1967 i 1968 durant una època considerada la més gran de la història del club. En total, va marcar 140 gols amb el Celtic en 239 partits.

### Carrera posterior
Després de cinc anys fructífers amb el Celtic, Wallace i el seu company d'equip John Hughes van ser venuts al Crystal Palace l'octubre de 1971 per un preu combinat de 30.000 lliures. Cap dels dos va gaudir d'un gran èxit al sud de Londres i Wallace va tornar a Escòcia amb Dumbarton menys d'un any després. A mesura que la seva carrera s'acabava, es va traslladar a Austràlia el març de 1975 per jugar amb l'APIA, on va guanyar dos títols de lliga abans de tornar a Escòcia el març de 1977, primer al Partick Thistle durant una setmana, abans de convertir-se en jugador-entrenador del Ross County durant la resta de la temporada 1976–77.

## Carrera internacional
En total, Wallace va ser internacional set vegades amb Escòcia i quatre vegades amb l'onze inicial de la Scottish Football League. Va formar part de l'equip escocès que va derrotar Anglaterra a Wembley el 1967.

## Estil de joc
Al llarg de la seva carrera, Wallace va ser un golejador prolífic, posseint un potent xut amb qualsevol cama, cosa que el va portar a marcar moltes vegades des de les 25 fins a les 35 iardes. Tot i no ser un jugador alt, Wallace també era bo en l'aire. Wallace també era capaç de crear ocasions perquè els seus companys d'equip marquessin gols i juguessin en diferents posicions. En el partit de tornada de les semifinals contra el Dukla Praga a la Copa d'Europa, Stein va encarregar a Wallace que fes un marcatge directe al seu jugador estrella, Josef Masopust.

## Carrera després de la retirada
Retirat com a jugador el juny de 1977, es va incorporar al cos tècnic del Dundee. Quan va acabar aquest càrrec, va tornar a l'APIA com a entrenador, i finalment es va establir a Sydney i va obrir la seva pròpia botiga d'esports.
El 2008, Tommy Burns, un antic jugador i entrenador del Celtic, va morir; Wallace va ajudar a organitzar un partit d'homenatge jugat el 31 de maig de 2009 al Celtic Park, al qual van assistir més de 35.000 persones. L'equip celta de l'època va derrotar l'equip 'Tommy Burns Select' per 11–4. El juliol del mateix any, Wallace va organitzar un partit amistós a Austràlia (on havia viscut durant els darrers 30 anys) entre el Celtic i el club professional local Brisbane Roar; el Celtic va guanyar per 3-0.

## Carrera d'entrenador
Wallace va assumir el càrrec d'entrenador de l'equip del Wollongong City al final de la campanya de 1982, substituint Ken Morton i rellevant el capità Chris Dunleavy de les seves tasques d'interí. Wollongong va acabar tercer a la classificació, classificant-se per a la sèrie final, però va perdre 0-2 contra el St George FC a la final preliminar. Wallace va ser contractat per a la campanya de 1983, però l'equip va registrar el nombre més baix de victòries de la lliga, acabant penúltim. Wallace va ser substituït per l'exfutbolista Adrian Alston per a la temporada de 1984.

## Palmarès
Heart of Midlothian
- Copa de la Lliga escocesa: 1962–63

Celtic
- Copa d'Europa: 1966–67
- primera divisió escocesa: 1966–67, 1967–68, 1968–69, 1969–70, 1970–71
- Copa d'Escòcia: 1966–67, 1968–69, 1970–71
- Copa de la Lliga escocesa: 1967–68, 1968–69

APIA Leichhardt
- Campionat de la NPL de Nova Gal·les del Sud : 1976
- Premieres menors de la NPL NSW : 1975

Escòcia
- Campionat Britànic de Futbol a Casa: 1966–67[13]